# Aurélie Bonnan
Aurélie Bonnan, née le 1er août 1983 à La Teste-de-Buch (Gironde) est une joueuse puis entraîneuse  française de basket-ball évoluant au poste d’intérieure.

## Biographie
Son entraîneur José Ruiz la fait débuter chez les pros avec Tarbes face à Calais « Je m’en souviens comme si c’était hier ! (...) j’avais 15 ans ! ».
Après trois saisons convaincantes à l’USO Mondeville, elle est recrutée par le club espagnol de Salamanque pour sa première expérience à l’étranger. Elle effectue la présaison chez le club salmantin mais quitte le club le 11 octobre 2006, un jour avant le début de la saison du championnat espagnol, estimant que la concurrence à son poste est trop importante. En recherche d’un autre club, elle signe à Tarbes, son club formateur.
Au cours de la saison 2010-2011, un fort conflit naît entre l'entraîneur Hervé Coudray et plusieurs joueuses dont Aurélie Bonnan, d'où plusieurs défaites. En fin de saison, le club choisit lui de garder Coudray et Bonnan part pour Nantes. Sa bonne saison lui vaut néanmoins une sélection en équipe nationale : alors qu'elle avait toujours été recalée de la sélection finale, Pierre Vincent la retient cette fois parmi les 12 pour l'Euro. À l'Euro, elle décroche avec les Bleues une médaille de bronze et une qualification pour le tournoi pré-olympique.
Après deux saisons à Mondeville, elle signe à Nantes-Rezé, mais un accident de voiture en pré-saison la prive des terrains pendant quatre mois. L'année suivante à Charleville, elle réussite une bonne saison (7,7 points, 8,7 rebonds et 2,9 passes décisives) et contribue au maintien du club en LFB, mais elle annonce en avril 2013 mettre sa carrière en veilleuse pour entamer une reconversion en tant que préparatrice physique. 
Elle renoue avec la compétition à Nantes en novembre 2013 à la faveur des départs de Chantelle Handy et de Shamela Hampton. Elle annonce fin août 2014 signer pour une nouvelle saison à Nantes.
Après la blessure pour plusieurs mois de l'arrière Marion Laborde survenue peu avant le début de saison 2015-2016, Aurélie Bonnan est engagée en renfort bien jouant à un poste différent, le coach Olivier Lafargue « Je préférais si c’était possible avoir une joueuse française car on ne sait jamais ce qu’il peut arriver pendant la saison et en cas de blessure d’une autre joueuse française (...) On voulait aussi une joueuse qui s’acclimate rapidement, qui connaisse bien à la ligue française et qui ne viendrait pas jouer pour ses stats. »
Retirée de la compétition à l'été 2016, elle s'engage à l'été 2017 comme entraîneuse assistante de Lattes-Montpellier aux côtés de Rachid Meziane. Montpellier ne figurant qu'en milieu de tableau, le club décide en mars de dispenser Aurélie Bonnan de la fin de son contrat. Damien Leroux et Nicolas Perez sont les nouveaux assistants de Rachid Meziane. Sur la deuxième partie de saison 2018-2019 elle est entraîneuse adjointe d'Alexandre Taunais avec Nantes Rezé, alors qu'Emmanuel Coeuret s'était mis en retrait. Elle succède à ce dernier comme titulaire pour la saison 2020-2021.  
Elle devient en octobre 2021 entraîneuse de l'équipe des Pays-Bas comme assistante de Julie Barennes.

## Clubs en carrière

### En tant que joueuse
| Saisons   | Équipe                                     | Pays    |
| 1998-2002 | Tarbes GB                                  | France  |
| 2002-2003 | Waïti Bordeaux Basket                      | France  |
| 2003-2006 | USO Mondeville                             | France  |
| 2006      | Perfumerías Avenida Salamanque (présaison) | Espagne |
| 2006-2007 | Tarbes GB                                  | France  |
| 2007-2009 | Lattes-Montpellier                         | France  |
| 2009-2011 | Mondeville                                 | France  |
| 2011-2012 | Nantes-Rezé                                | France  |
| 2012-2013 | Flammes Carolo basket                      | France  |
| 2013-2015 | Nantes-Rezé                                | France  |
| 2015-2016 | Basket Landes                              | France  |

### En tant qu’entraîneuse
| Saisons   | Équipe                          | Pays   |
| 2017-2018 | Lattes-Montpellier (assistante) | France |
| 2018-2019 | Nantes Rezé Basket (assistante) | France |
| 2020-     | Nantes Rezé Basket              | France |

## Palmarès
- 1999 : vainqueur du Trophée de l’Avenir
- 2002 : finaliste de la Coupe d’Europe Ronchetti
- 2004 : finaliste de la Coupe de France
- 2008 : finaliste du championnat de France.

## Équipe de France

### Cadettes
- 1999 :  Médaille de bronze à l’Euro Cadettes 1999 (Tulcea, Roumanie)

### Espoirs
- 2002 :  Médaille de bronze à l’Euro Espoir 2002 (Zagreb, Croatie)
- 2003 :  Médaille de bronze au Mondial Espoir 2003 (Šibenik, Croatie)

### Seniors
- 2005 : préparation à l’Euro 2005
- Médaille de bronze au championnat d’Europe 2011[16]